# 阿朗佐·吉
阿朗佐·爱德华·吉（英語：Alonzo Edward Gee，1987年5月29日—）為美国男子篮球运动员。

## 職業生涯
2021年9月23日，阿朗佐加盟T1聯盟臺中太陽。2022年1月8日，臺中葳格太陽表示阿朗佐因祖母罹患癌症又感染嚴重特殊傳染性肺炎，於是返回美國照顧祖母。

## 外部連結
- 阿朗佐·吉在NBA（英语）
- 阿朗佐·吉在Basketball-Reference.com（NBA）（英语）
- 阿朗佐·吉在Basketball-Reference.com（NBA G聯盟）（英语）
- 阿朗佐·吉在Basketball-Reference.com（國際）（英语）
- 阿朗佐·吉在Sports-Reference.com（NCAA）（英语）
- 阿朗佐·吉在ESPN（NBA）（英语）
- 阿朗佐·吉在Eurobasket.com（球員）（英语）
- 阿朗佐·吉在RealGM（英语）
- 阿朗佐·吉在Proballers（英语）